# Пилип Федорів
Пилип Федорів (*1694 —†1795) — український військовий діяч, кошовий отаман Запорізької Січі. Відомий також як Пилип Пилипенко.

## Життєпис
Про місце народження немає відомостей. Народився у 1694 році. Належав до Канівського куреня. Незважаючи на вік, був учасником учасником Полтавської битви разом з кошовим отаманом Костєм Гордієнком. Після поразки шведів та запорожців з мазепінцями допомагав Карлу XII та гетьману Івану Мазепі з рештками війська перебратися через Дніпро біля Переволочної.
Того ж року брав участь в обороні Січі, під час її зруйнування російськими військами зумів уникнути полону, перепливши Дніпро. Відступив разом з іншими до татарських володінь. Брав участь у розбудові Олешківської Січі. По поверненню стає одним з лідерів запорізького козацтва. 1754 року обирається військовим суддею. У 1764 році обирається кошовим отаманом.
Будучи отаманом, збройно очищував запорозькі землі від заселених (без згоди козацтва) Російською імперією російських та інших поселенців. За наказом Пилипа Федоріва, рейдові козацькі загони повернули під юрисдикцію Січі всю територію, від пониззя Дніпра до гирла річки Кальміус (тепер Донецька область). У 1765 році, посилаючись на похилий вік, Пилип Федорів відмовився виставити свою кандидатуру на обрання кошовим. 1767 року запорожці під проводом колишнього кошового захопили 17 ногайців у гирлі р. Паланкової. 1768 року під час повстання сіроми на Січі його висунули кошовим, але Федорів зрештою відмовився. 
У «Архіві Коша Нової Запорізької Січі» зберігся атестат на полкового старшину Івана Сухину від 3 вересня 1778 року, виданий кошовим Пилипом Федоровим. За цим став ченцем козацького монастиря Самарська Пуща. Помер в Самарській Пущі у 1795 році у віці 101 року.